# Изложба „Скулптура у слободном простору” (1967)
Изложба „Скулптура у слободном простору” се одржала у периоду од јула до септембра 1967. године у Пионирском парку.

## Излагачи
1. Градимир Алексић
2. Борис Анастасијевић
3. Милан Бесарабић
4. Славољуб Богојевић
5. Матија Вуковић
6. Венија Турински Вучинић
7. Душан Гаковић
8. Милија Глишић
9. Савица Дамјановић
10. Милорад Дамњановић
11. Вида Јоцић
12. Мира Јуришић
13. Томислав Каузларић
14. Момчило Крковић
15. Милован Крстић
16. Милија Нешић
17. Рајко Радовић
18. Славољуб Радојчић
19. Мира Сандић
20. Сава Сандић
21. Милош Сарић
22. Михаило Станић
23. Живојин Стефановић
24. Милорад Ступовски